# Dzieweczka z pudełkiem
Dzieweczka z pudełkiem / Dziewczynka z pudełkiem / Dziewczyna z pudełkiem (ros. Девушка с коробкой, Diewuszka s korobkoj) – radziecki film niemy z 1927 roku w reżyserii Borisa Barneta.

## Fabuła
Natasza Korostielowa i jej dziadek mieszkają w chacie niedaleko Moskwy. Produkują i dostarczają kapelusze dla madame Irène. Podczas jednej ze swoich wypraw Natasza poznaje Ilję Snigiriowa - młodego robotnika z prowincji, w którym się zakochuje. Ponieważ chłopak nie ma gdzie mieszkać, ukrywa go w mieszkaniu swojej szefowej. Kiedy wszystko wychodzi na jaw, dziewczyna traci pracę. Obligacje, które Natasza otrzymuje jako odprawę są bez wartości, na loterii jednak przynoszą jej szczęście, które dzieli razem ze swoim ukochanym.

## Obsada
- Anna Sten jako Natasza Korostielowa
- Władimir Fogiel jako Fogielew
- Iwan Kowal-Samborski jako Ilja Snigiriow
- Sierafima Birman jako madame Irène
- Jewa Milutina jako Marfusza
- Pawieł Pol jako mąż Irène
- Władimir Michajłow jako dziadek Nataszy